# Gens Naevia
Gens Naevia, erano una gens plebea o patrizia di origine fenicia, sembra che i Naevii Balbi si fossero stabiliti in Spagna a Gades, divenendo famosi per la loro ricchezza. Non essendo romani, non vennero citati fino alla II Guerra Punica (218 - 202 a.C.) quando uno dei suoi membri Q. Naevius Matho, fu nominato pretore,  ma nessuno dei suoi membri ottenne il consolato durante la Repubblica, fino al 30 d.C., quando L. Naevius Surdinus, ordinato console, fece fiorire la fama della sua famiglia. Secondo il poeta Festo il prenome latino Gneus deriverebbe
da Naevius, dal latino classico ‘voglia, macchia’. Altri nomi attribuiti alla gens Naevia sotto il periodo della Repubblica furono Matho e Balbus. Attestato alla famiglia anche Quinto Nevio Cordo Sutorio Macrone, prefetto del pretorio in epoca imperiale, originario di Alba Fucens, antica città del contemporaneo Abruzzo.
Fu ad Atri, moderno nome di Hatria, che fu trovato un bellissimo funerale, che sembra un monumento commemorativo, che i nipoti dell'età imperiale volevano costruire nella loro terra d'origine per i loro progenitori P. Nevio e P. Nevio Severo.